# Elizabeth Pue
Elizabeth Pue (fl. 1722-1726) est une éditrice de journaux irlandaise, une libraire et la propriétaire de la Dick's Coffee House,.

## Biographie
Après la mort de son mari, Richard Pue en 1722, Elizabeth Pue reprend l'édition et la gestion de leur café sur Skinner Row à Dublin. Elle continue à publier le journal de son mari, Pue's Occurences, avec Cornelius Carter ainsi qu'un autre ouvrage. Leurs relations se dégradent lorsque Carter vend un produit miracle nommé le fam'd royal eye water et que Pue commence à vendre un produit similaire. De plus, Carter remet en question publiquement la fiabilité et la force du produit de Pue. Sous sa direction, Pue's Occurences s'aligne politiquement avec le gouvernement en place, Pue recevant un paiement en secret du château de Dublin « pour avoir fait de la publicité dans son journal à plusieurs reprises contre l'imprimeur Harding » en juin 1723, appelant à son arrestation pour avoir publié propagande pro-jacobite,,,.
Pue cesse de travailler pour l'entreprise familiale en 1726, son fils Richard prenant la relève. Une Elizabeth Pue est enterrée à l' église de St. Nicholas Within, à Dublin, le 19 décembre 1749, mais c'était peut-être sa petite-fille.